# Episinus putus
Episinus putus là một loài nhện trong họ Theridiidae.
Loài này thuộc chi Episinus. Episinus putus được Octavius Pickard-Cambridge miêu tả năm 1894.